# Новицький Михайло Михайлович
Михайло Михайлович Новицький (20 вересня 1892, Ніжин Чернігівської губернії — 29 березня 1964, Київ) — шевченкознавець, дослідник біографії Т. Г. Шевченка і редактор-видавець його творів. Науковий співробітник Комісії ВУАН для видавання пам'яток новітнього письменства.

## Біографія
Народився в місті Ніжин на Чернігівщині. Батько, Михайло Гнатович Новицький, ще хлопчиком служив козачком у полковника Жермудського. Завдяки полковникові він отримав освіту, яка згодом дала змогу Михайлові зайняти місце канцеляриста в Ніжинській міщанській управі.
Коли Михайлу було два з половиною роки, від запалення легенів помер батько. Мати, Євдокія Луківна, працювала на той час швачкою спеціального одягу для робітників-залізничників станції «Ніжин», поблизу якої вони жили. Старші сестри Михайла, Ганна та Любов, закінчили Ніжинську жіночу міністерську гімназію та стали працювати сільськими вчительками в селі Рівчаки поблизу Ніжина; молодша, Антоніна, вчилася на кравчиню. В тринадцятирічному віці Михайло втратив і матір.
Після закінчення в 1913 році Ніжинської класичної чоловічої гімназії імені М. В. Гоголя Новицький отримує можливість за стипендією Чернігівського земства для дітей з найбідніших верств здобути вищу освіту на історико-філологічному факультеті Петербурзького університету. Студентом, працюючи в бібліотеці при історикофілологічному факультеті університету, захопився Тарасом Григоровичем Шевченко і, окрім захоплення, зробив шевченкознавство своєю професією.
Його праця в галузі шевченкознавства тривала понад 40 років. Її початок було покладено 1921 році, коли Новицький став співробітником Інституту літератури НАН України ім. Т. Г. Шевченка. Тут він працює в Комісії для видань пам'яток новітньої українського письменства, згодом керує семінаром текстології та кабінетом біографії Т. Шевченка. Його колегами у шевченкознавстві стали С. Єфремов, В. Міяковський, П. Филипович, М. Плевако, Є. Шабліовський, Б. Навроцький, Б. Якубський та інші. Найтісніше його праця була пов'язана із С. Єфремовим. Разом вони підготували і видали такі зібрання творів Т. Шевченка: «Поезія: У 2 т.» (1927), «Щоденник» (1927; Т. 4) та «Листування» (1929; Т. 3) Т. Шевченка (З ПЗТ: У 8 т.)
У цей час з'являються друком окремі шевченкознавчі статті вченого біографічного характеру: «Арешт Шевченка в 1847 р.» (1924), «Шевченко в процесі 1847 р. і його папери» (1925), «До історії арешту Шевченка» (1925), «„Третье отделение“, про Шевченка. Справка о рядовом Шевченке» (1926), «З листування Т. Г. Шевченка» (1926), «З історії Оренбургського арешту Шевченка» (1929), «Біографічні про листи до Шевченка нотатки» (1929), та ін.
Також виходять друком праці із текстології творів Т. Шевченка: "Поема Т. Шевченка «Мар'яна-черниця» (1924), «До тексту Шевченкового „Кобзаря“» (1924), та ін.
Після арешту Єфремова в 1929 році Новицький очолює «Комісію доби й оточення» (1932—1934), працює у Комітеті для видання творів Т. Г. Шевченка при II відділі Всеукраїнської Академії Наук.
За його упорядкуванням виходять книжки для масового читача: «Єретик» (Х. — К. : ДВУ, 1927; 1928), «Наймичка» (К. — Х. : ДВУ, 1927), «Гайдамаки» (Х. : ДВУ, 1928), «Кавказ» Х. : Радянська література), 1934. Новицький брав також участь у підготовці ювілейного ПЗТ: У 8 т. (з нагоди 120-річчя з дня народження Т. Шевченка). У 1935 р. вийшли перші два томи цього видання за В. Затонського, А. Хвилі та Є. Шабліовського, імені Новицького тут уже не зазначено.

### Арешт і заслання
Заарештований в грудні 1937 року. 15 жовтня 1938 року Новицького засудили до 5 років позбавлення волі. Під час арешту в нього вилучили особисті документи та рукописи наукових праць. Термін покарання відбував в Молотовській області (зараз Пермська область) та у таборах позбавлення волі «Печорлаг» (Республіка Комі), в'язні якого працювали на будівництві Біломорсько-Балтійського каналу.
Про умови, в яких відбував покарання Новицький, свідчать спогади, зафіксовані у виданні «Українська інтелігенція на Соловках: спогади 1933—1941»:
|                                                                             | На відстані 50 кілометрів від станції Соловець на Манжурській залізниці, у хащах карельських лісів, є урочище – Юр’їв острів, одна з найтяжчих «командировок» Нижнєвигського відділу Бєлбалтлагу. У глухому лісі, на болоті, розчищеному від чагарника, побудовано високу загороду навколо двох бараків. Один з цих бараків був фактично землянкою. […] я знайшов відомого шевченкознавця М. Новицького в такій норі, що навіть мене, що сім років перед тим поневірявся вже по таких нетрях, пройняв жах. Новицький сидів у кутку на нижніх нарах. Бліде обличчя його обросло рудуватою бородою, ніс загострився, очі глибоко позападали. Стан його був дуже поганий. А щодня треба було виходити на роботу. Вечорами іноді сиділи ми й читали «Кобзаря». Новицький був великий знавець і коментатор творів Шевченка… Усе життя нашого генія знав він до найменших деталів. Було боляче і смішно дивитися на цього «конрреволюціонера», цього кабінетного ученого, що все життя своє присвятив вивченню творчости нашого поета. Дуже цінні наукові праці лишилися незакінченими, а може, й загинули навіки. |
| — Семен Підгайний, «Українська інтелігенція на Соловках: спогади 1933–1941» | |

Під час радянсько-фінської війни, зимою 1939—1940, призначений до етапу, що мав їхати на будівництво стратегічної залізниці в східній частині Фінляндії. Попри намагання Семена Підгайного, що в той час перебував на Соловецькій каторзі, залишити Новицького на місці, той все одно полишив табір і був відправлений в етап у рваних черевиках і драному буршлаті.

### Після звільнення
У 1941 році достроково звільнений, він знаходить роботу в Кожвинському лісокомбінаті, згодом його мобілізують на роботу до шахти «Комсомолець» тресту «Кизел-Уголь» у Пермському краї, де, відмовившись від канцелярської роботи, він довгі п'ять років працював вагонщиком у шахті.
У Київ Новицький повернувся у липні 1946 року. З того часу і до кінця життя він працює в музейництві: спочатку в Будинку-музеї ім. Т. Г. Шевченка (1946—1952; зараз Літературно-меморіальний будинок-музей Тараса Шевченка), де згідно «архивно-учетного дела № 39716», «23 августа 1951 года Новицкий, сопровождая экскурсию в музее, допустил толкование отдельных моментов жизни Шевченко в свете, враждебном советской идеологии. В результате этого он был освобожден от сопровождения экскурсантов, а 15 февраля 1952 года уволен по сокращению штатов». Згодом завдяки підтримці М. Бажана та М. Рильського працював у Державному музеї Т. Г. Шевченка (1954—1962; зараз Національний музей Тараса Шевченка). У цей час друкуються лише окремі його праці. Новицький брав участь у підготовці до друку ПЗТ: У 10 т. (Т. 7-10; К., 1939—1964), «Біографії Т. Г. Шевченка за спогадами сучасників» (1958), «Спогади про Т. Г. Шевченка» (К. : ДВХЛ, 1958).
На пенсію вийшов 1 листопада 1962 року. Стан його здоров'я був далеким від задовільного, проте в 1963 році він дає свою згоду на участь в укладанні збірки неопублікованих та маловідомих листів сучасників Т. Г. Шевченка, а також діячів науки і культури за період 1842—1917 років, що зберігалися у відділі рукописів Державної публічної бібліотеки УРСР (нині Інститут рукопису Національної бібліотеки України імені В. І. Вернадського).
15 серпня 1963 року Новицький був тимчасово зарахований на посаду головного бібліотекаря відділу рукописів. В листі до Ф. К. Сарани від 7 квітня 1963 року він пише, що до нього заходили співробітники відділу рукописів бібліотеки (Й. В. Шубинський та М. І. Візир), які запросили його до праці з епістолярієм. До участі в підготовці цього видання, крім М. М. Новицького, були запрошені відомі шевченкознавці Ф. К. Сарана та І. Я. Айзеншток.

### Смерть
Помер 29 березня 1964 року в Києві. Друга дружина Новицького, Р. П. Товстуха-Новицька (за іронією долі, її рідний брат І. П. Товстуха був відповідальним працівником апарату ЦК партії, завідуючим особистою канцелярією Сталіна у 1921—1922 роки; саме він запустив механізм складання списків «ворогів народу», виявляючи за матеріалами XII з'їзду ВКП(б) (травень 1924 року) особистих ворогів Сталіна), так згадувала про останні дні його життя:
|  | Новицкий слег, и только, как светлый луч солнца, неизъяснимая радость вошла в наш дом. В 20-х числах марта 1964 года был доставлен к нам подлинник автографа Тараса Григорьевича Шевченко. Весь трепеща и сияя, Новицкий держал в руках посвещение: «Маріи Олександровни Марковичъ на память 24 сычня 1859 року». Этот автограф 35 лет сберегался у Антонины Митрофановны Яременко. В год юбилея Шевченко люди решили передать эту реликвию в Киев. Сами старые, почте довериться побоялись и написли письмо своему знакомому – Всеволоду Михайловичу Ганцову. Ганцов поехал, забрал и привез драгоценную находку к Новицкому. Новицкий, объятый восторгом, решил снять с автографа копии. Дойдя до переписывания 3-й стр. автографа, сердце, переполненное волнением, не выдержало, и 29 марта в 5 часов 25 минут Михайла Михайловича не стало |

Пізніше, опрацьовуючи архів чоловіка для передавання на державне зберігання, Товстуха-Новицька зробила приписку до листа В. М. Ганцова:
|  | Річ йде про автограф Т. Г. Шевченка, присвячений Марку Вовчку, за яким В. М. Ганцов мав їхати, щоб привезти його до Києва. Нарешті автограф у нас. Він визвав у Михайла Михайловича таке нервове збудження, таке хвилювання, таку безмежну радість, що, роблячи копії з автографа, серце його не видержало […] й, переписуючи 3-тю сторінку, йому з сердцем стало недобре |

Після смерті Михайла Михайловича вдова отримала довгоочікувану звістку про його реабілітацію: справу було закрито постановою Президії Київського обласного суду від 14 листопада 1964 року за відсутністю складу злочину.
Найповнішим на сьогодні джерелом для вивчення життя і творчості Михайла Новицького є його архівні матеріали, що зберігаються в ЦДАЛМУ (Центральному державному архіві літератури і мистецтв України) — Ф. 1; оп.1; од. зб. 495. На постійне зберігання до ЦДАЛІМУ їх передала дружина М. М. Новицького, Р. П. Товстуха-Новицька. Вона також подарувала архіву і колекцію книг вченого — понад 1000 одиниць.